# Hape Kerkeling
Hape Kerkeling eredetileg Hans Peter Wilhelm Kerkeling (Recklinghausen, 1964. december 9. –) német humorista, színész, műsorvezető.

## Élete
Édesapja holland, édesanyja német volt, akinek korai halála után elköltözött öccsével és apjával a nagyszülőkhöz Hollandiába, ahol folyékonyan megtanult hollandul is.
Kerkeling már az 1984-es érettségi vizsgája előtt fellépett különböző tehetségkutató versenyeken, és 1983-ban meg is nyerte az akkor első ízben megrendezett Scharfrichterbeil elnevezésű kabaré-díjat.
Ezt követően több rádióadónak dolgozott, majd 1984–85-ben sikerült neki a nagy áttörés a Känguru című televíziós show-műsorban. Ezzel egyidőben saját műsort is kapott Kerkelings Kinderstunde címmel, amelyben kisiskolásnak öltözve a felnőttek világát kommentálta.
1989-ben Achim Hagemann zongoristával együtt létrehozta a Total Normal című műsort, amelyért számos televíziós díjjal tüntették ki őket. A show-ban különböző produkciókkal sokkolták a gyakran beavatatlan nézőket.
Első mozifilmje 1993-ban került a mozikba: a Kein Pardon című szatírát nemcsak színészként, de rendezőként és a forgatókönyv társszerzőjeként is jegyzi. Ezt követően 1995 és 1997 között több közkedvelt televíziós filmet forgatott.
1999-ben hatalmas sikersorozat vette kezdetét a Darüber lacht die Welt című televíziós műsorral, amely a SAT 1 csatornán futott. A műsorban többek között egy sakkmester, egy rapénekes és egy labdarúgóedző bőrébe bújt, miközben a különböző szituációk résztvevői mit sem sejtettek kilétéről.
Miután egészségi problémák miatt rövid időre eltűnt a képernyőről, Kerkeling 2001 nyarán részt vett a közel 800 kilométeres Szent Jakab-úton Észak-Spanyolországban. Az erről írt könyve 2006 májusában jelent meg Ich bin dann mal weg címmel és Németországban a mai napig több mint hárommillió példányban fogyott el.
2003-ban nagy sikerrel vezette az RTL csatornán a Die 70er Show című műsort, amely a hetvenes évek világát elevenítette fel több részben.
2004-ben újabb mozifilmet forgatott Samba in Mettmann címmel.
A homoszexualitását nyíltan vállaló Kerkeling Berlinben él. Korábbi élettársával, Angelo Colagrossival – aki számos Kerkeling-műsor társszerzője és társrendezője – 27 évnyi együttélés után, 2011 márciusában szakított.

## Filmjei
- Kein Pardon (1993, mozifilm)
- Club Las Piranjas (1995, tévéfilm)
- Willi und die Windzors (1996, tévéfilm)
- Die Oma ist tot (1997, tévéfilm)
- Alles wegen Paul (2001, mozifilm)
- Samba in Mettmann (2004, mozifilm)
- Ein Mann, ein Fjord! (2008, tévéfilm)
- Kung Fu Panda (2008, mozifilm)
- Horst Schlämmer – Isch kandidiere! (2009, mozifilm)